# Kutir-Nahhunte IV.
Kutir-Nahhunte IV., assyrisch Kutur-Nahhunte/Kudur-Nahhunte/Kutur-Nahundu, elamisch Kutikaruk/Kutruk/Kutiruk/Kutir-DNahhunte; Der Sonnengott ist der Hirte, († Juli 692 v. Chr.) regierte vom Oktober 693 v. Chr. bis Juli 692 v. Chr. als neuelamitischer König, der vor allem aus babylonischen und assyrischen Keilschriftchroniken bekannt ist.
Kutir-Nahhunte war der Sohn des Hallušu-Inšušinak. Sein Vater wurde vom eigenen Volk aus der Stadt gejagt und anschließend getötet, da er in einer militärischen Auseinandersetzung im Sommer 693 v. Chr. dem assyrischen König Sanherib unterlag.
Sanherib sah die innere Stabilität nach dem Thronwechsel gefährdet und zog deshalb nach der Ermordung von Hullušu-Inšušinak in Richtung Elam. Kutir-Nahhunte evakuierte die Bevölkerung seines Reiches und flüchtete selbst aus seiner Hauptstadt Madaktu nach Hidula, das in der Mitte der Berge gelegen haben soll. Im November 693 v. Chr. zwangen die einsetzenden Schneefälle und der Frost Sanherib zur Umkehr. Kutir-Nahhunte wurde kurz nach seiner Rückkehr im Juli 692 v. Chr. laut der babylonischen Chronik bei einem erneuten Aufstand getötet.